# Sonja Gehrig

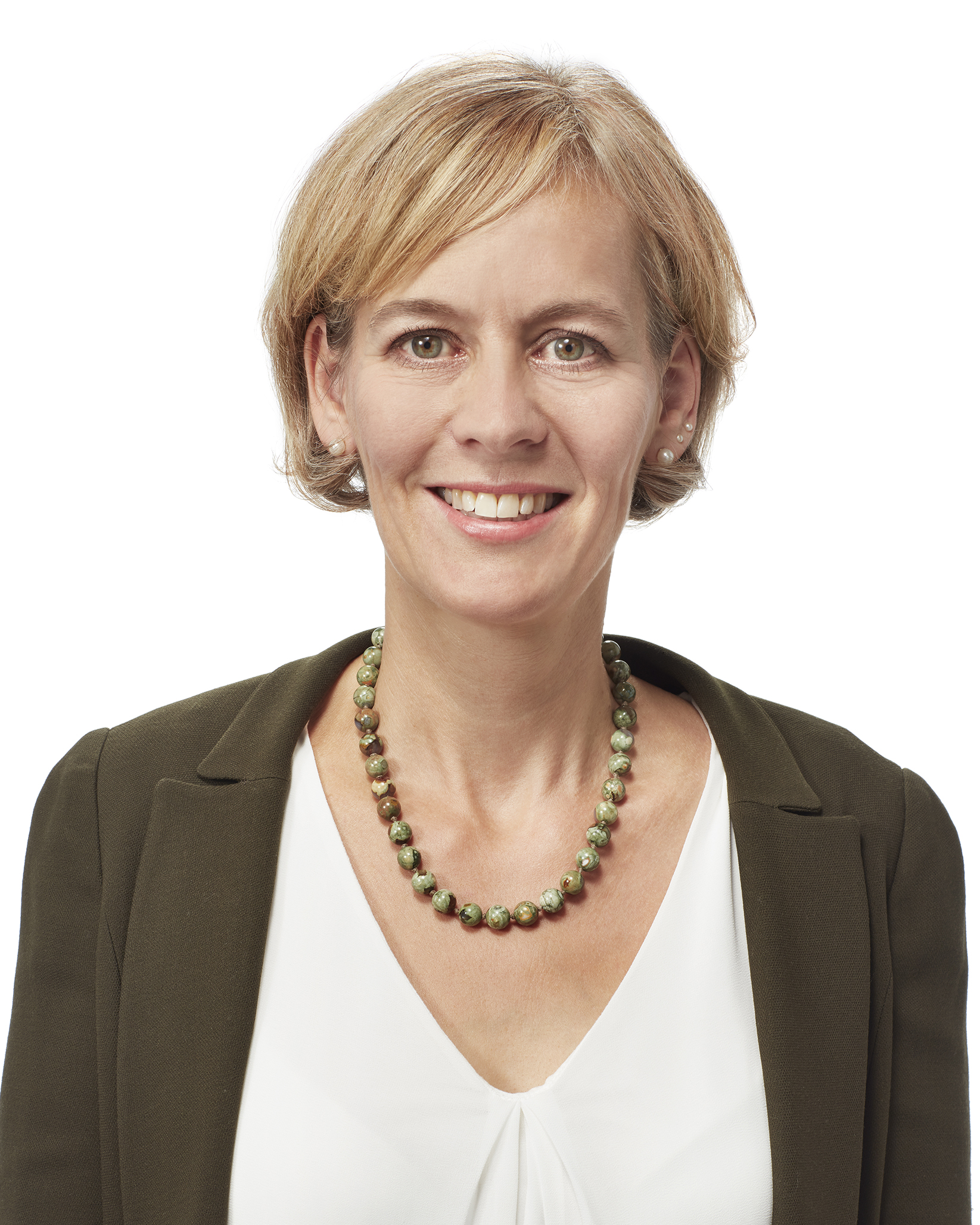
Sonja Gehrig, Oktober 2018

Sonja Gehrig (* 11. Februar 1970) ist eine Schweizer Politikerin (Grünliberale). Sie ist Mitglied des Zürcher Kantonsrates.

## Biografie
Während des Studiums an der Universität Zürich leistete sie Beiträge zum Nationalen Forschungsprogramm NFP 31 über Klimaänderungen und Naturkatastrophen. 1997 schloss sie als Dipl. Geografin/Umweltwissenschaftlerin ab.
Von 1997 bis 2009 arbeitete sie im Umwelt- und Nachhaltigkeitsberatungsbüro Infras, von 2001 bis 2009 zudem bei Inrate-Sustainable Investment Solutions, Zürich. Sie leistete Beiträge zum Nationalen Forschungsprogramm NFP48 «Landschaften und Lebensräume der Alpen». Seit 2012 arbeitet sie bei der Stadt Zürich als Projektleiterin im Fachbereich Umweltpolitik, u. a. zuständig für die nachhaltige Beschaffung der Stadt Zürich sowie das Kooperationsmanagement beim Umwelt- und Gesundheitsschutz. Bis 2017 befasste sie sich bei der Stadt Zürich auch mit dem Thema nachhaltige Ernährung.
Gehrig ist Gründerin und Präsidentin von „Aufgetischt statt Weggeworfen“, einer Organisation, die sich gegen die Lebensmittelverschwendung einsetzt. Seit 2014 engagiert sie sich im Vorstand von «Pro Velo» Kanton Zürich, einem Interessenverband für bessere Veloinfrastrukturen. Seit 2017 wirkt sie im Vorstand von «IGÖB – Interessengemeinschaft für nachhaltige öffentliche Beschaffung, Schweiz» seit 2018 als Co-Präsidentin.
Gehrig wohnt in Urdorf (ZH), ist verheiratet und hat drei Kinder.

## Politik
Gehrig engagiert sich seit 2006 bei der Grünliberalen Partei. Seit 2012 ist sie Präsidentin bzw. Co-Präsidentin der Grünliberalen Bezirk Dietikon, deren Gründung 2009 sie initiiert hat. Von 2014 bis 2020 war sie Mitglied des Vorstands der Kantonalpartei.
Seit 2015 ist sie Mitglied des Zürcher Kantonsrates (Parlament), wo sie ebenfalls seit 2015 Mitglied der Kommission für Staat und Gemeinden ist. Dort setzte sie sich u. a. gegen Lebensmittelverschwendung, für die Ausrufung eines «Klimanotstandes», zugunsten besserer und sicherer Veloinfrastruktur sowie für Praktikumsstellen für Asylsuchende und für das Stimmrechtsalter 16 auf Anfrage ein.